# Clara Ward
Pour l’article homonyme, voir Clara Ward (chanteuse).
Clara Ward ou Princesse de Caraman-Chimay ou Clara de Chimay (17 juin 1873 - 9 décembre 1916) est une riche Américaine qui a épousé le prince belge Joseph de Caraman-Chimay. Son idylle subséquente avec un violoniste tzigane a captivé les médias dans les dernières années du XIXe siècle.

## Biographie
Née à Détroit, Clara Ward est la fille du capitaine Eber Brock Ward (1811–1875) et de sa seconde épouse, Catherine Lyon, nièce du sénateur Benjamin Wade. Son père était surnommé le King of the lakes pour ses participations dans le trafic maritime sur les Grands lacs. Il possédait aussi des scieries à Ludington, Leland, Milwaukee et Chicago ainsi qu'une mine d'argent au Colorado. Il a été le premier à utiliser le procédé Bessemer dans son aciérie de Wyandotte. La jeune Clara, qui hérite d'une fortune de trois millions de dollars, fait son éducation à Londres. Elle a la réputation d'être une élève rebelle, impossible à discipliner.

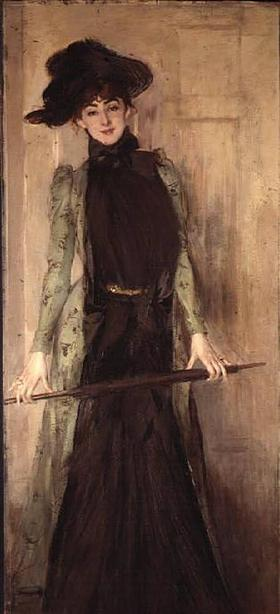
Portrait de Clara Ward par Giovanni Boldini en 1889.

Clara rencontre le prince Joseph de Caraman-Chimay lors d'un séjour à Nice. Le mariage a lieu à Paris le 20 mai 1890 devant le nonce apostolique. Par son mariage, Clara devient princesse de Caraman-Chimay, titre généralement abrégé en princesse de Chimay. Elle avait 16 ans tandis que son mari en avait 31. Par ce mariage, Clara devient la belle-sœur d'Élisabeth de Riquet de Caraman-Chimay ou comtesse Greffulhe qui occupait une place éminente dans l'aristocratie parisienne et qui a inspiré à Marcel Proust le personnage de la duchesse de Guermantes. Élisabeth n'appréciait guère Clara, estimant qu'elle manquait de manières, s'habillait mal et mettait trop de rouge.
Deux enfants sont nés de ce mariage : Marie Elisabeth Catharine Anatole de Riquet, Comtesse de Caraman-Chimay (1891–1939) et Marie Joseph Anatole Pierre Alphonse de Riquet, Prince de Caraman-Chimay (1894–1920).

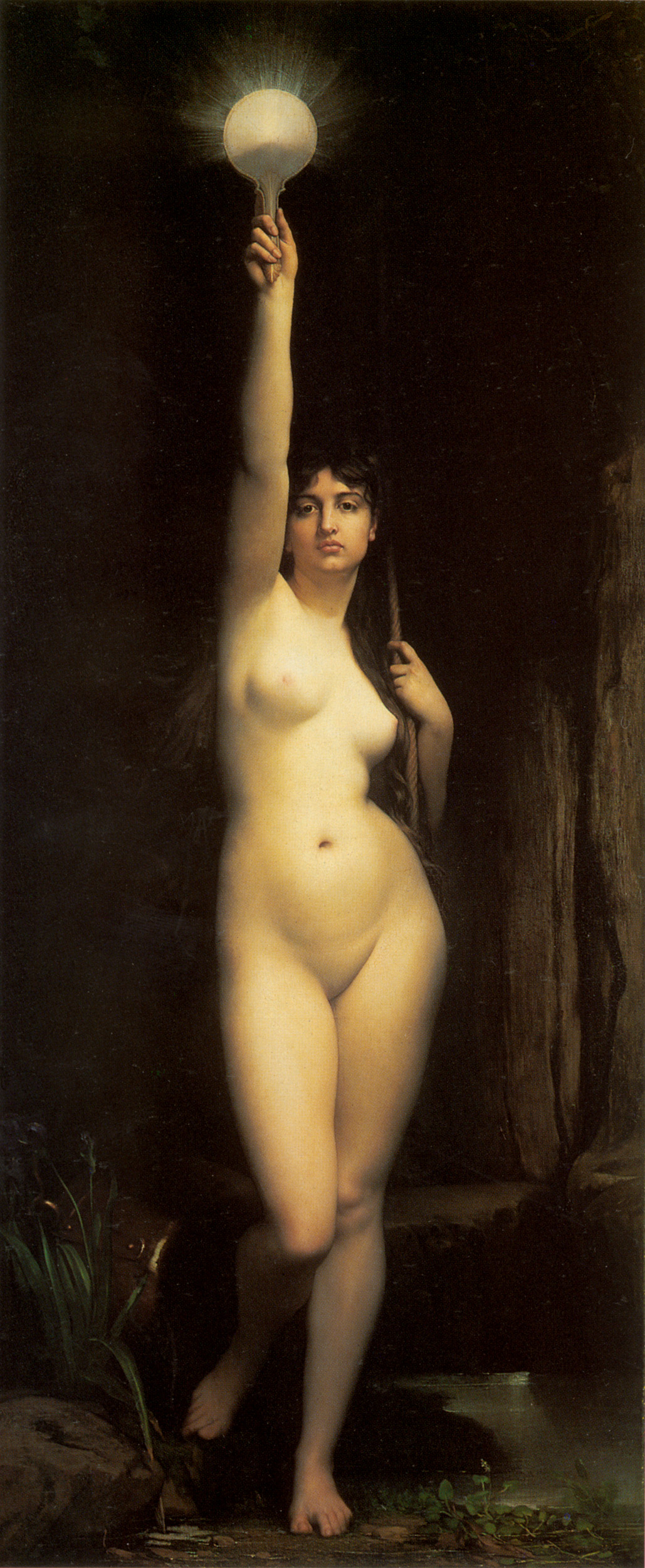
La Vérité, par Jules Lefebvre (1870)

Au début du mois de novembre 1896, alors que le prince et la princesse dînaient au Maxim's, le grand restaurant parisien, Clara est attirée par un violoniste gitan, Jancsi Rigó. Quelques jours plus tard, après une série de rencontres secrètes, Clara fugue avec Jancsi. Le scandale est énorme. Le prince lance dès la mi-janvier une procédure de divorce, lequel est prononcé à Charleroi le 2 février 1897. 
En mars 1897, Clara met au point un numéro de music-hall dans lequel elle s'expose, vêtue d'un maillot couleur chair, en divers « tableaux vivants ». Elle se produit d'abord à Vienne, puis se rend au Wintergarten de Berlin, mais le spectacle y est vite interdit pour indécence par l'empereur Guillaume II, qui se rend à la demande de l'ex-beau-père de Clara, ministre des Affaires étrangères pour le gouvernement belge. En avril, Clara se produit aux Folies Bergère dans un numéro comportant « trois poses plastiques ». L'un de ceux-ci est une réplique de l'allégorie de la Vérité, telle qu'elle a notamment été peinte par Jules Lefebvre en 1870. Le scandale agite la presse parisienne. Un rédacteur anonyme du Gaulois — dont le directeur, Arthur Meyer, était un ami de la comtesse Greffulhe — estime que Clara « est une déséquilibrée dont l'inconscience confine à la folie ». Le spectacle est interdit quelques jours plus tard par le préfet, causant une forte déception dans le public. Pour se venger, Clara fait imprimer des cartes postales de sa photo en « pose artistique » pour mise en vente dans les vitrines parisiennes. 
Le couple se rend en Italie, mais continue à passionner l'opinion publique. Sa mort est annoncée en 1898, mais faussement. En fait, cette année-là, elle visite Le Caire puis se rend à Budapest. De là, ils se rendent à Pákozd village natal de Jancsi Rigó, dont la mère vivait dans une hutte.
Le couple éclate en mars 1904 lorsque Clara rencontre, dans un train près du Vésuve, Giuseppe Ricciardi, neuf ans plus jeune qu'elle et qui était contrôleur de tickets. C'est le coup de foudre et elle décide de l'épouser. Ils partent pour une tournée théâtrale aux États-Unis. Elle demande le divorce de Ricciardi en juillet 1910. 
Elle meurt à Padoue, le 9 décembre 1916, des suites d'une maladie, à l'âge de 43 ans, laissant un peu plus d'un million de dollars à partager entre ses enfants et son troisième époux, Giuseppe Ricciardi,.
Jancsi Rigo meurt à New York le 3 février 1927.

## Répercussions sociales et culturelles
Arts visuels : Clara Ward apparaît souvent en photo et sur des cartes postales. Henri de Toulouse-Lautrec a donné du couple une lithographie qui montre la princesse cachant son amant dans sa loge sous le titre Idylle princière, 1897. Il l'a également représentée dans sa pose de « tableau vivant » de l'allégorie de la Vérité. 
Littérature : Marcel Proust s'est intéressé à ce scandale qui affecta son amie la comtesse Greffulhe, sœur du mari abandonné. Il fait de Clara de Chimay la cousine du baron de Charlus dans À l’ombre des jeunes filles en fleurs. Ce dernier déclare à son propos : « Naturellement je ne veux rien savoir de cette demeure qui s’est déshonorée, pas plus que de ma cousine Clara de Chimay qui a quitté son mari. » Cependant, Proust appréciait beaucoup la princesse de Chimay et il a correspondu avec elle, ainsi qu'il le mentionne dans une lettre adressée en décembre 1914 à la princesse Bibesco : « La seule personne «de la famille» à qui j'ai écrit est la princesse de Chimay que je n'ai pas vue, hélas! depuis bien des années mais que j'aime toujours autant. »
Philosophie : Pour G. de Vorney, collaborateur du Rappel, Clara incarne l'idéal nietzschéen du surhomme : 

« Un seul type se rapproche effectivement de l'idéal tracé par Nietzsche — et ce type est une femme. C'est Clara Ward,l'ex-princesse de Chimay. Voici, enfin, une femme qui entend faire donner à la vie le maximum de force et de beauté qu'elle peut procurer, et qui traite avec un dédain parfait tous ces préjugés ancestraux qu'on appelle habitude, tradition, science. religion, altruisme et conscience morale. Pour cette « surfemme » le prince de Chimay ne fut pas longtemps le prince Charmant dont s'était éprise sa petite âme bourgeoise d'Américaine millionnaire : cette petite âme se dédoubla vite en « dionysiaque » et en « apollinienne ». »

Psychologie : En 1904, H. C. Hughes, professeur de psychiatrie aux États-Unis, a consacré un article à Clara Ward, en se basant sur un long entretien qu'elle a accordé dans son hôtel de Londres ou Paris à un journaliste. Le psychiatre conclut qu'elle est une « érotopathe », « aveugle aux normes sociales, morales et organiques qui gouvernent généralement les personnes de son sexe » et que les « tendres bras d'une tutelle légale » auraient dû la placer depuis son adolescence dans un « sanatorium amical » et l'y maintenir.
Cinéma : Le personnage de Simone Pistache interprété par Shirley MacLaine dans le film Can-Can est basé en partie sur Clara Ward, compte tenu des collants couleur chair qu'elle affectionnait.

## Photographies et illustrations

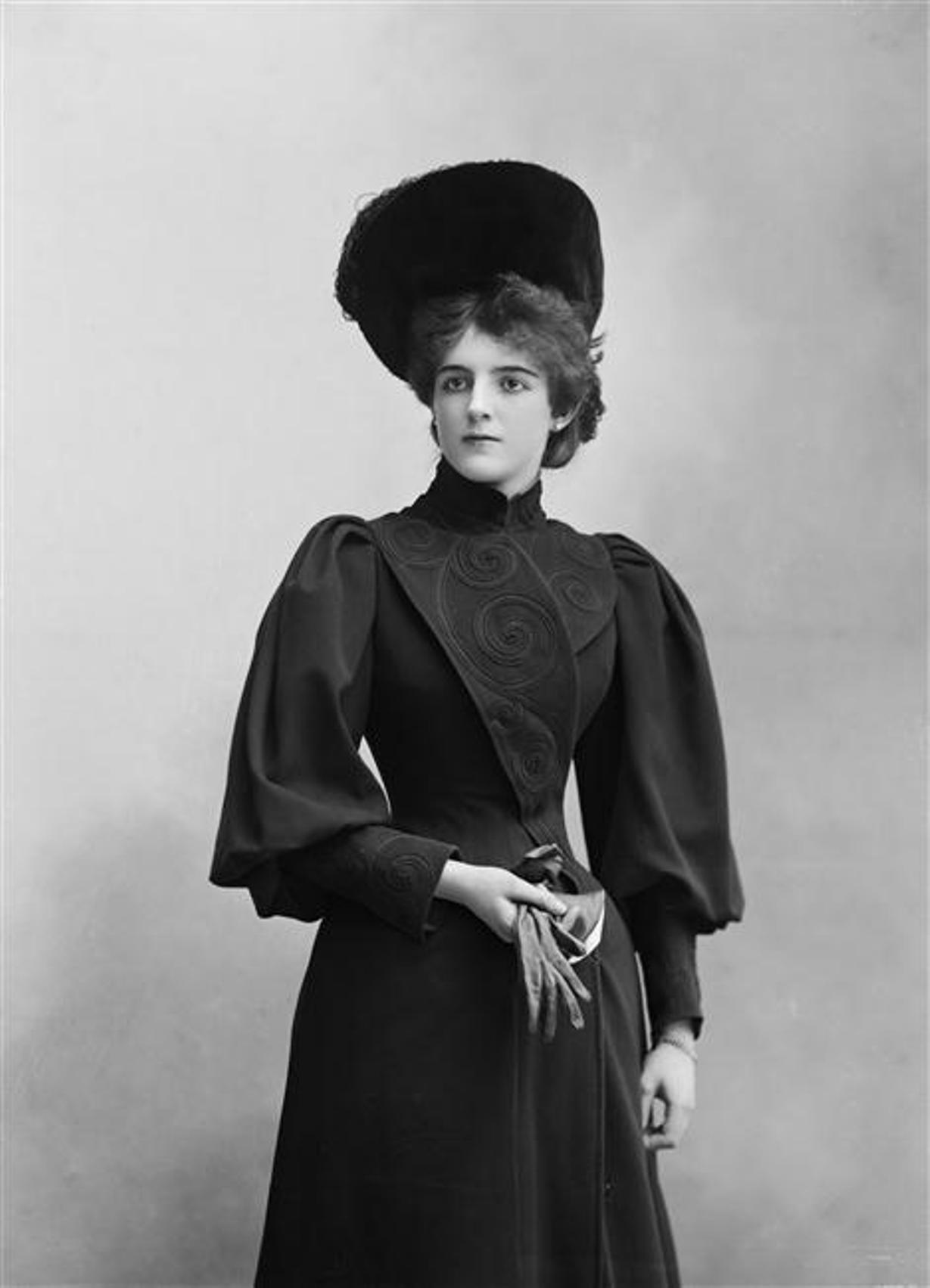
Clara Ward a servi d'inspiration à Proust. Photo de Nadar (1898).
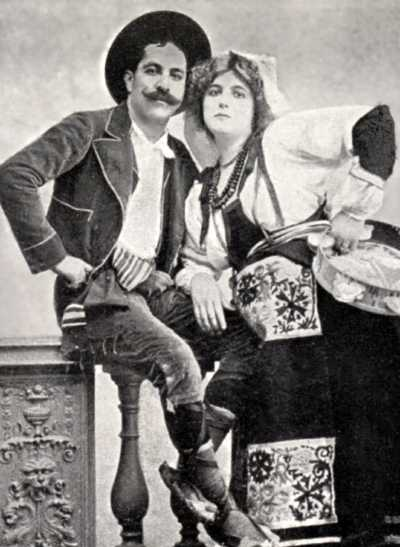
Clara Ward et Rigó Jancsi, d'après une carte postale allemande vers 1905.
Henri de Toulouse-Lautrec, Une idylle princière (1897).
Henri de Toulouse-Lautrec (1897).
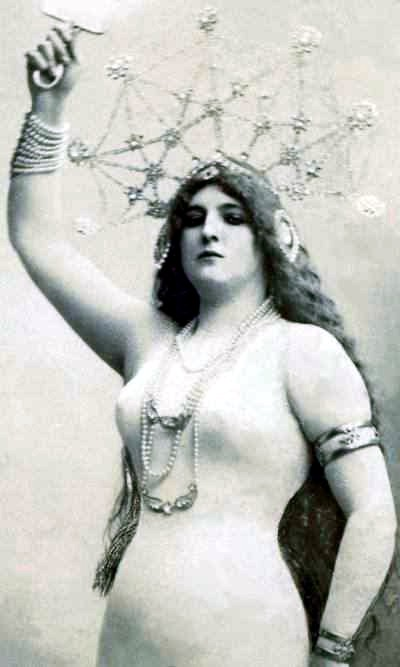
Ward en collant tenant un miroir (1905). Photo sur papier albuminé.

## Sources bibliographiques
- Marthe Bibesco, Au bal avec Marcel Proust, Gallimard, 1928
- (en) C.H. Hughes, « The erratic erotic princess Chimay : A psychological analysis », Alienist and Neurologist, vol. 25-3,‎ 1er août 1904 (lire en ligne).
- (en) Caroline Weber, Proust's Duchess. How three celebrated women captured the imagination of fin-de-siècle Paris, New York, Vintage books, 2018, 715 p. (lire en ligne).
- Ariane Treguer, Entre fiction et performance. La présence artistique des danseuses gitanes à Paris (années 1870 – années 1930), 2021 (lire en ligne)